# Каруфо (Л'Аквила)
Каруфо (итал. Carrufo) је насеље у Италији у округу Л'Аквила, региону Абруцо.
Према процени из 2011. у насељу је живело 47 становника. Насеље се налази на надморској висини од 786 м.